# Steven Skrzybski
Steven Skrzybski (Berlino, 18 novembre 1992) è un calciatore tedesco, attaccante dell'Holstein Kiel.

## Caratteristiche tecniche
È un'ala destra.

## Carriera
Cresciuto nelle giovanili dell'Union Berlino, ha esordito in prima squadra il 13 novembre 2010 in occasione del match perso 2-1 contro il FSV Francoforte.